# Saint-Rémy-en-Rollat
Pour les articles homonymes, voir Saint-Rémy.
Saint-Rémy-en-Rollat est une commune française située dans le département de l'Allier, en région Auvergne-Rhône-Alpes.
Incluse dans l'aire d'attraction de Vichy, la commune est peuplée de 1 769 habitants (en 2022), appelés les Saint-Rémois et les Saint-Rémoises.

## Géographie

### Localisation
Saint-Rémy-en-Rollat est une commune de la Limagne bourbonnaise, située au sud-est du département de l'Allier. Elle est en rive gauche de la rivière Allier, à 8 km au nord de Vichy.
Huit communes sont limitrophes de Saint-Rémy-en-Rollat.
| Saint-Didier-la-Forêt | Marcenat             | Saint-Germain-des-Fossés |
| Broût-Vernet          | Saint-Rémy-en-Rollat |                          |
| Vendat                | Charmeil             | Creuzier-le-Vieux        |

### Géologie et relief
La commune s'étend sur 2 084 hectares ; son altitude varie entre 239 et 333 mètres.

### Hydrographie
La commune, bordée par l'Allier sur sa limité Est, est aussi traversée par le Servagnon, petit affluent de l'Allier d'environ 5 km de long qui prend source sur la commune voisine Vendat. L'Agasse, autre petit affluent de l'Allier, prend source sur la limite nord-ouest de la commune (partagée avec Saint-Didier-la-Forêt).

### Climat
Pour des articles plus généraux, voir Climat d'Auvergne-Rhône-Alpes et Climat de l'Allier.
En 2010, le climat de la commune est de type climat océanique dégradé des plaines du Centre et du Nord, selon une étude du CNRS s'appuyant sur une série de données couvrant la période 1971-2000. En 2020, Météo-France publie une typologie des climats de la France métropolitaine dans laquelle la commune est exposée à un climat de montagne ou de marges de montagne et est dans une zone de transition entre les régions climatiques « Centre et contreforts nord du Massif Central » et « Nord-est du Massif Central ».
Pour la période 1971-2000, la température annuelle moyenne est de 11,2 °C, avec une amplitude thermique annuelle de 16,4 °C. Le cumul annuel moyen de précipitations est de 781 mm, avec 10,3 jours de précipitations en janvier et 7,4 jours en juillet. Pour la période 1991-2020, la température moyenne annuelle observée sur la station météorologique de Météo-France la plus proche, « Vichy-Charmeil », sur la commune de Charmeil à 2 km à vol d'oiseau, est de 11,7 °C et le cumul annuel moyen de précipitations est de 769,1 mm,. Pour l'avenir, les paramètres climatiques de la commune estimés pour 2050 selon différents scénarios d'émission de gaz à effet de serre sont consultables sur un site dédié publié par Météo-France en novembre 2022.

### Milieux naturels et biodiversité
Il existe, à l'est du territoire communal, un espace naturel sensible : la Boire des Carrés.
Cet espace, dont la gestion duquel la communauté d'agglomération de Vichy Val d'Allier s'était impliquée depuis juillet 2006, est inscrit à la fin de la même année par le conseil général de l'Allier au schéma départemental des espaces naturels sensibles. S'étendant sur deux cents hectares, il porte le nom « de la principale boire de cette zone ». Ce site regorge de nombreuses espèces remarquables : la cistude d'Europe (Emys orbicularis), le castor d'Europe (Castor fiber), le brochet (Esox lucius) ou encore le saumon atlantique (Salmo salar), quarante papillons diurnes et quatre cents espèces de plantes.
Le territoire communal est concerné par quatre zones naturelles d'intérêt écologique, faunistique et floristique (Étang de Saint-Rémy ; Forêts de Marcenat et de Saint-Gilbert ; Lit majeur de l'Allier moyen ; Val d'Allier Vichy - Pont de Chazeuil), une ZPS directive oiseaux « Val d'Allier Bourbonnais » et une SIC directive habitats « Vallée de l'Allier Sud ».

## Urbanisme

### Typologie
Au 1er janvier 2024, Saint-Rémy-en-Rollat est catégorisée bourg rural, selon la nouvelle grille communale de densité à 7 niveaux définie par l'Insee en 2022.
Elle appartient à l'unité urbaine de Vichy, une agglomération intra-départementale dont elle est une commune de la banlieue,. Par ailleurs la commune fait partie de l'aire d'attraction de Vichy, dont elle est une commune de la couronne,. Cette aire, qui regroupe 50 communes, est catégorisée dans les aires de 50 000 à moins de 200 000 habitants,.

### Occupation des sols

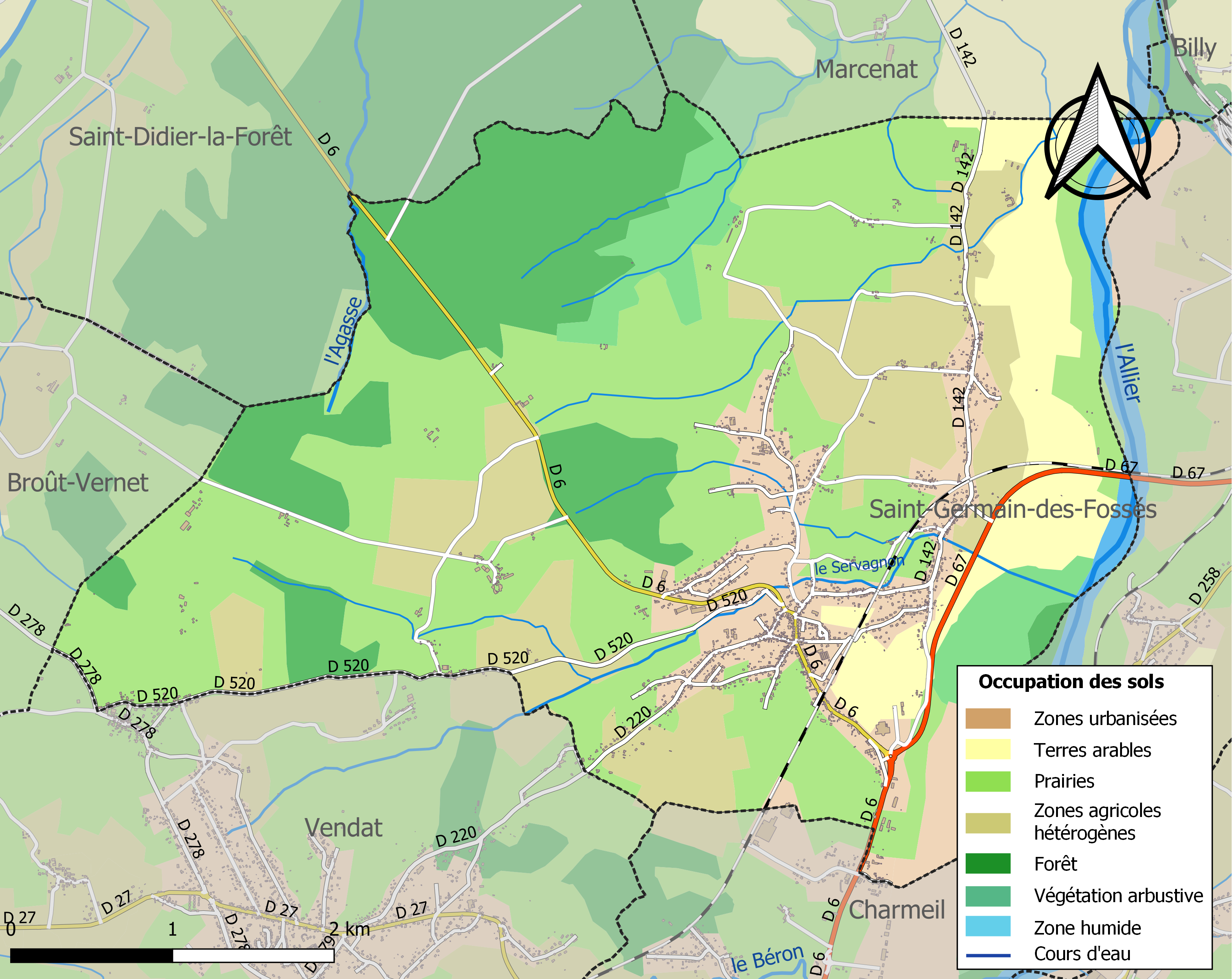
Carte des infrastructures et de l'occupation des sols de la commune en 2018 (CLC).

L'occupation des sols de la commune, telle qu'elle ressort de la base de données européenne d’occupation biophysique des sols Corine Land Cover (CLC), est marquée par l'importance des territoires agricoles (63,7 % en 2018), en diminution par rapport à 1990 (69 %). La répartition détaillée en 2018 est la suivante : prairies (39,2 %), forêts (17,7 %), zones agricoles hétérogènes (16,3 %), zones urbanisées (9 %), terres arables (8,2 %), milieux à végétation arbustive et/ou herbacée (5,2 %), zones industrielles ou commerciales et réseaux de communication (1,9 %), eaux continentales (1,8 %), mines, décharges et chantiers (0,6 %).
L'IGN met par ailleurs à disposition un outil en ligne permettant de comparer l’évolution dans le temps de l’occupation des sols de la commune (ou de territoires à des échelles différentes). Plusieurs époques sont accessibles sous forme de cartes ou photos aériennes : la carte de Cassini (XVIIIe siècle), la carte d'état-major (1820-1866) et la période actuelle (1950 à aujourd'hui).

### Morphologie urbaine
Le plan local d'urbanisme a été approuvé en 2007 par substitution du plan d'occupation des sols.

### Logement
En 2015, la commune comptait 778 logements, contre 728 en 2010.
Parmi ces logements, 90,2 % étaient des résidences principales, 2,7 % des résidences secondaires et 7,1 % des logements vacants. Ces logements étaient pour 99,1 % d'entre eux des maisons individuelles et pour 0,9 % des appartements.
La proportion des résidences principales, propriétés de leurs occupants était de 88,2 %, en baisse sensible par rapport à 2010 (88,5 %). La part de logements HLM loués vides était de 0,7 % (contre 1 %) ; celle de logés gratuitement augmente (2,6 % contre 1,5 %).

### Projets d'aménagement

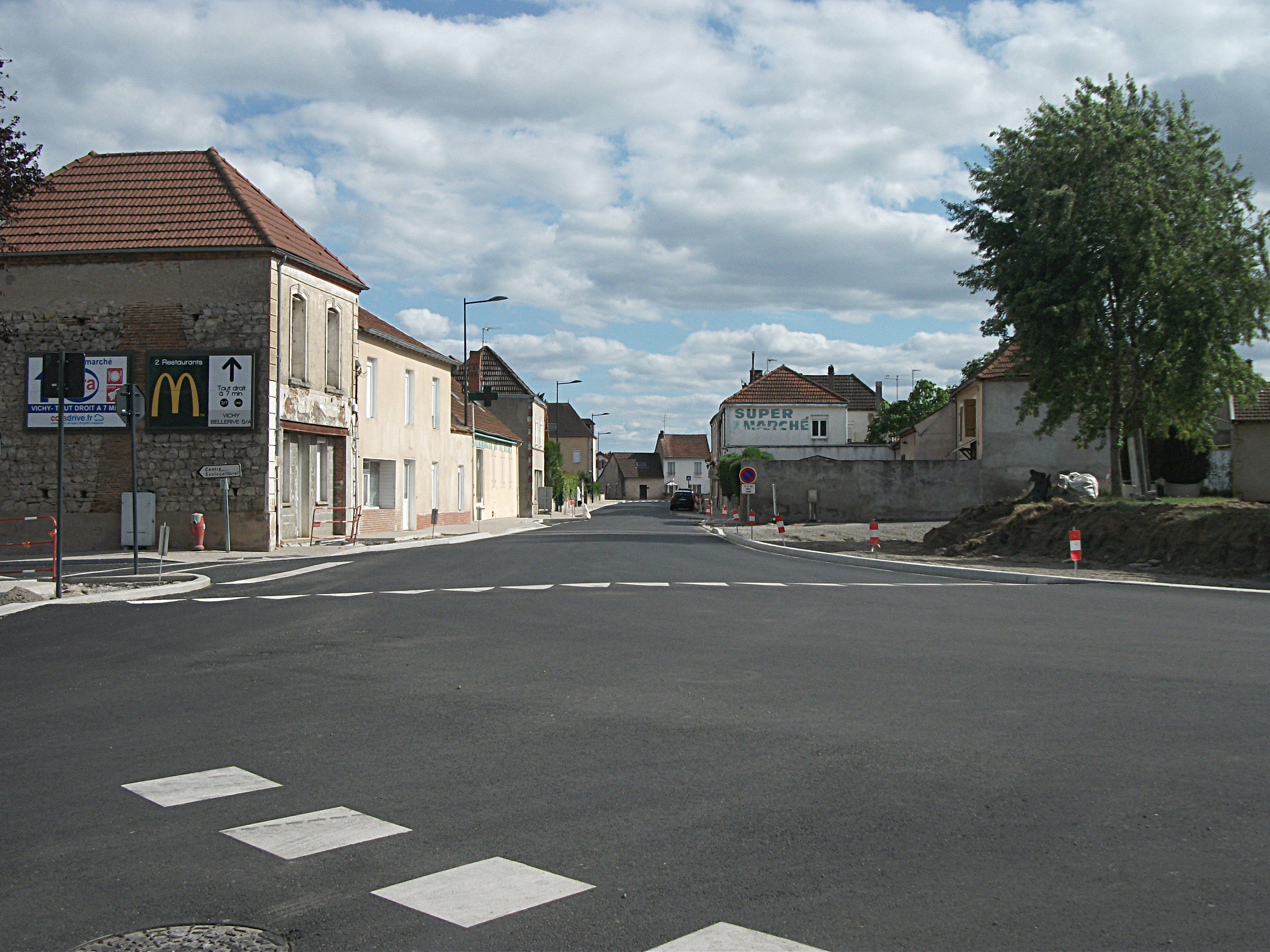
La D 6 (vue en direction de Vichy en 2017) a été rénovée à la suite d'un contrat communal d'aménagement de bourg.

Un contrat communal d'aménagement de bourg (CCAB), conclu entre la commune et le département de l'Allier, l'ancienne communauté d'agglomération de Vichy Val d'Allier (VVA) ou encore le syndicat départemental d'énergie de l'Allier (SDE 03), a été établi afin de mettre en valeur le patrimoine de la commune, embellir le cadre de vie et partager l'espace entre les véhicules et les modes doux.

### Voies de communication et transports

#### Voies routières
La route départementale 6 est la principale route traversant la commune. Elle permet de relier Vichy, située à 9 km au sud-est, à l'autre sous-préfecture, Montluçon, à 77 km, ainsi qu'à Saint-Pourçain-sur-Sioule, à 18 km au nord-ouest. Le trafic moyen relevé en septembre 2010 sur cet axe s'élevait à près de 6 000 véhicules par jour.
Elle est aussi à l'origine d'un contournement de l'agglomération de Vichy, assuré par la route départementale 67. Partant du giratoire dit « de la Goutte », cet axe permet de rejoindre la préfecture Moulins et l'est du département, ainsi que Lapalisse, Varennes-sur-Allier ou Saint-Germain-des-Fossés.
Le territoire communal est traversé par les routes départementales 142 (vers Marcenat), 220 (vers Vendat) et 520 (vers Lourdy, quartier de Vendat, et Broût-Vernet). Une courte antenne, la RD 142e, reliant les RD 142 et 67, permet d'accéder à l'espace naturel sensible de la Boire des Carrés.

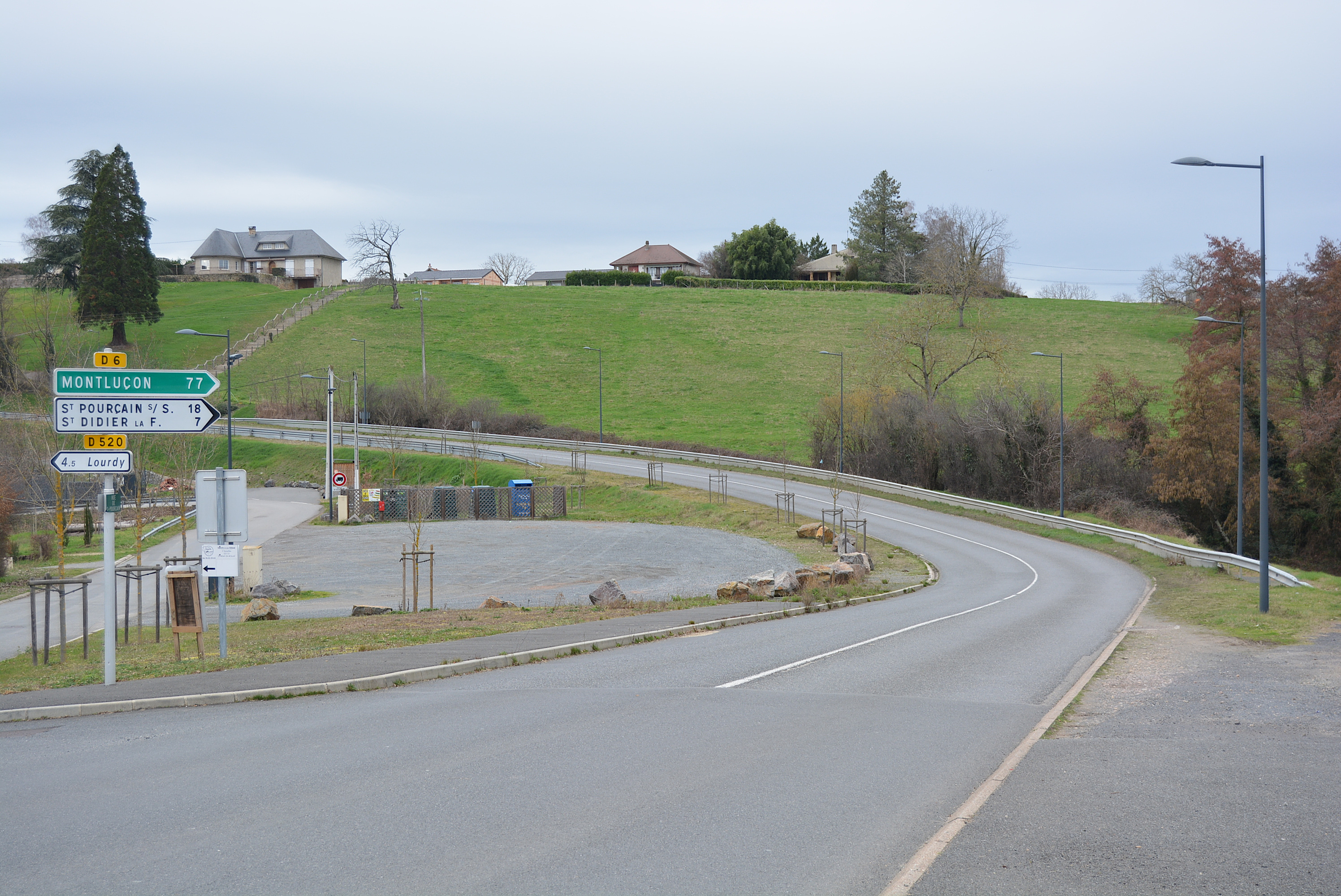
La RD 6 vers Montluçon et la RD 520 vers Lourdy.
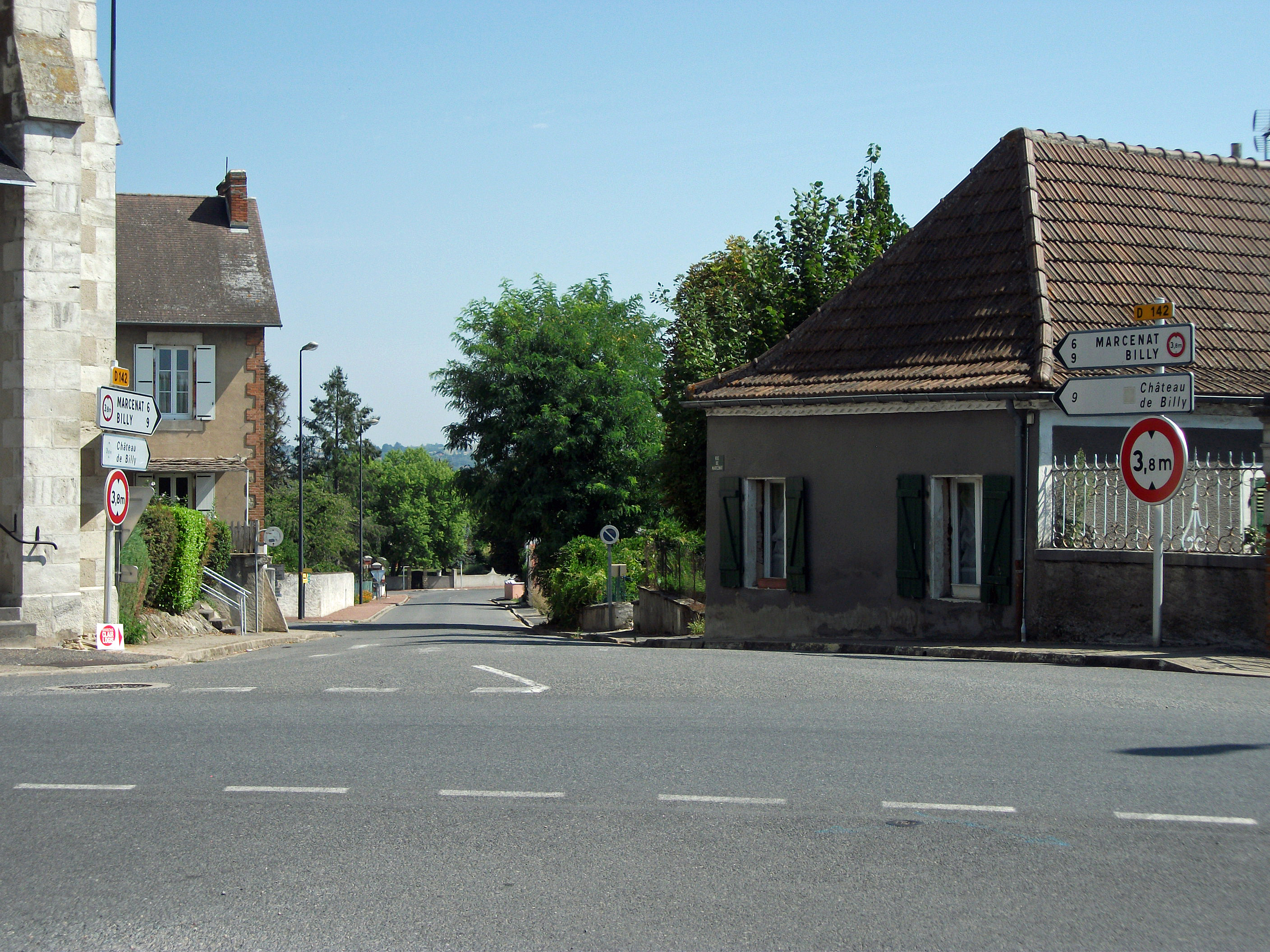
La RD 142 vers Marcenat.

#### Transports ferroviaires

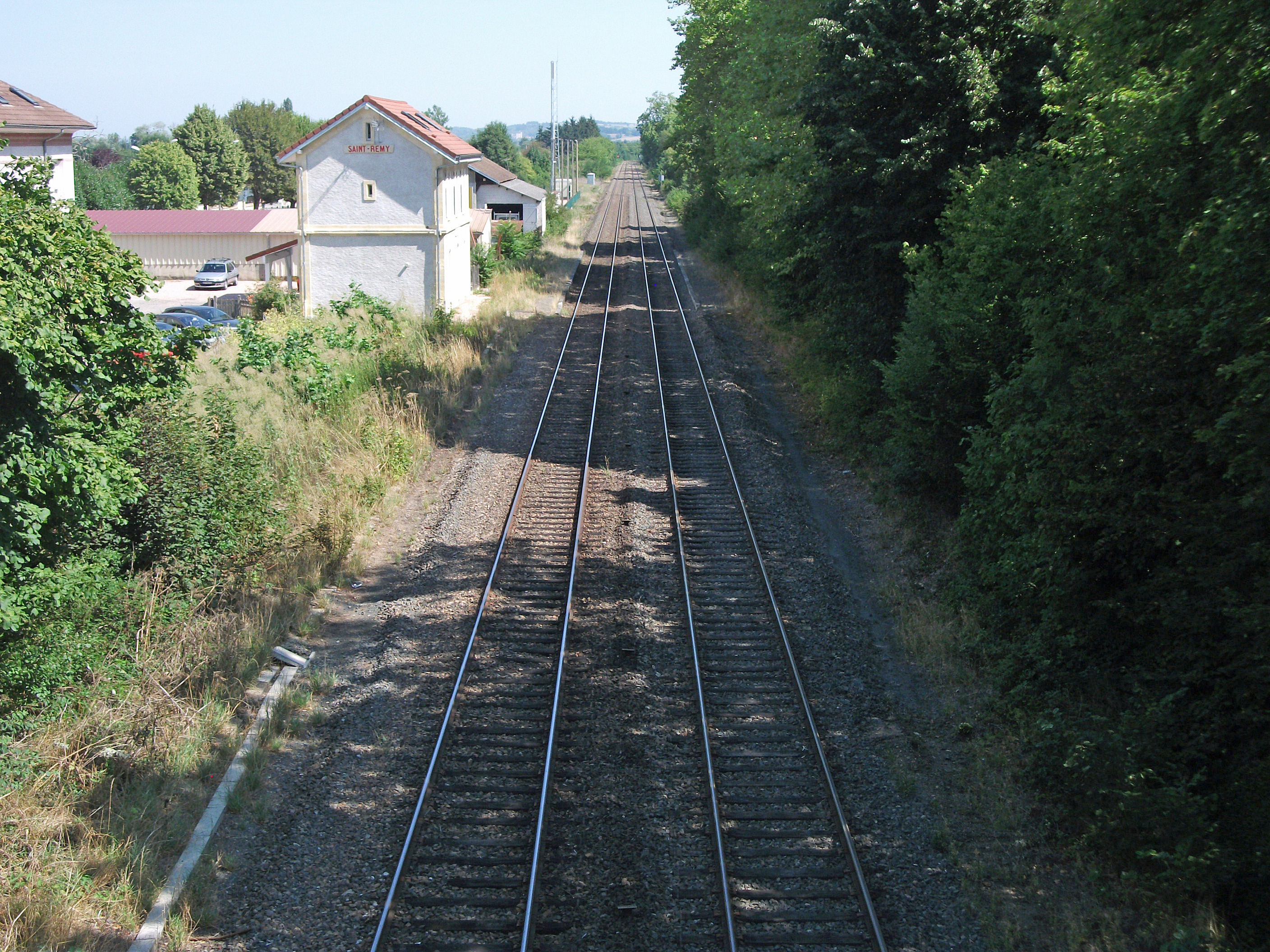
La voie ferrée en direction de Saint-Germain-des-Fossés et le bâtiment voyageurs de l'ancienne gare.

La commune possédait une gare sur la ligne de Saint-Germain-des-Fossés à Nîmes-Courbessac au lieu-dit la Chaume Chambon (accès par la rue de la Gare depuis la rue de Vichy). Ouverte en 1853, elle est désaffectée en 1985.
Cette ligne ferroviaire passe deux fois au-dessus de la RD 142, puis sous la RD 6. La gare la plus proche, ouverte au service des voyageurs, se situe à Saint-Germain-des-Fossés pour la desserte régionale, ou à Vichy pour la desserte nationale.

#### Transports en commun
La ligne B02 du réseau Cars Région Allier, reliant Vichy à Montluçon, dessert la commune ; les autocars s'arrêtent à l'église.
La communauté d'agglomération propose également une ligne de transport à la demande (réseau Mobival). Cette ligne relie l'église et Charpigny à l'hôtel de ville et la gare SNCF de Vichy, à raison de quatre allers et retours par jour.

#### Transports aériens
Une partie de la piste de l'aéroport de Vichy-Charmeil empiète sur le territoire saint-rémois. L'aéroport n'assure que des vols privés.

### Risques naturels et technologiques
La commune est soumise à plusieurs risques :
- mouvement de terrain ;
- séisme : zone de sismicité de niveau 2 (faible) selon la classification probabiliste de 2011 ;
- transport de matières dangereuses.

Des plans de prévention des risques naturels ont été élaborés pour la commune ; le DICRIM existe depuis 1998.

## Toponymie
La commune prit les appellations de « Saint-Rémy-oultre-Allier », « Saint-Rémy-près-Vendat » ou « Saint-Rémy-près-Vichy » dès le XVIe siècle. Le nom de « Saint-Rémy-en-Rollat » n'est utilisé que depuis 1761 « en l'honneur des seigneurs du pays ».

## Histoire
Avant 1789, la commune faisait partie de l'ancienne province du Bourbonnais issu de la seigneurie de Bourbon médiévale.

### Paléolithique
Des polissoirs ont été trouvés sur la commune.

### Époque gallo-romaine

#### Atelier de poterie antique
L'atelier de poterie antique de Saint-Rémy-en-Rollat est en fonction sur une durée assez courte, mais il présente un double intérêt : son ancienneté, et le fait qu'il a produit parmi les plus anciens spécimens de sigillées en Gaule, dérivant directement des types produits en Haute-Italie (dont Arezzo). Il produit des décors dont certains lui sont exclusifs (dans la typologie des décors par Déchelette, ce sont les nos 160, 522, 668, 770, 773, 849, 864, 880 bis, 886, 911, 959, 961, 989, 995 et 1119).

#### Dépôt de poteries à la Goutte
Plus de 3 000 débris de poterie ont été trouvés au lieu-dit la Goutte ; à 500 m à l'ouest de l'Allier (rive gauche) et environ 1 km au sud-est de Saint-Rémy. L'auteur J. Géreau n'indique pas si l'on y a fait des fouilles ; il ne mentionne pas de vestiges de fours). Il suggère que c'est peut-être une annexe de l'atelier de Lourdy, éloigné de 4 km.

### Révolution française
La commune porta, au cours de la période révolutionnaire de la Convention nationale (1792-1795), le nom de Servagnon,.

### Seconde Guerre mondiale
Exécutions sommaires par des membres de la SIPO-SD de Vichy au lieu-dit Allée Ferrée en forêt de Marcenat à Saint-Rémy-en-Rollat, le 25 juillet 1944, de quatre résistants :
- Commandant Roger Kespy, membre de Combat et de l'Armée Secrète, chef départemental des Groupes francs des MUR de l'Allier, cofondateur du maquis des Bois Noirs ;
- Sous-lieutenant Jean-Louis Clavel, membre du réseau Gallia / Coty-Reims-Noël / RPB (faisant partie intégrante du Service de renseignements des Mouvements unifiés de la Résistance en zone sud) ;
- Lieutenant Claude Weinbach, chef du secrétariat de la centrale de Vichy du sous-réseau Goëlette (du réseau Phratrie lié au BCRA gaulliste) ;
- Sous-lieutenant Frédéric Marcus, membre du sous-réseau Goëlette.

## Politique et administration

### Découpage territorial
La commune de Saint-Rémy-en-Rollat est membre de la communauté d'agglomération Vichy Communauté, un établissement public de coopération intercommunale (EPCI) à fiscalité propre créé le 1er janvier 2017 dont le siège est à Vichy. De 2001 à 2016, elle faisait partie de la communauté d'agglomération de Vichy Val d'Allier.
Sur le plan administratif, elle est rattachée à l'arrondissement de Vichy (depuis 1941 ; elle dépendait auparavant du district de Gannat en 1793 puis de l'arrondissement de Gannat en 1801 et de Lapalisse en 1926), à la circonscription administrative de l'État de l'Allier et à la région Auvergne-Rhône-Alpes. Elle faisait partie du canton d'Escurolles de 1793 à mars 2015.
Sur le plan électoral, elle dépend du canton de Vichy-1 pour l'élection des conseillers départementaux, depuis le redécoupage cantonal de 2014 entré en vigueur en 2015, et de la troisième circonscription de l'Allier pour les élections législatives, depuis le dernier découpage électoral de 2010 (quatrième circonscription avant 2010).

### Élections municipales et communautaires

#### Élections de 2020
Le conseil municipal de Saint-Rémy-en-Rollat, commune de plus de 1 000 habitants, est élu au scrutin proportionnel de liste à deux tours (sans aucune modification possible de la liste), pour un mandat de six ans renouvelable. Compte tenu de la population communale, le nombre de sièges à pourvoir lors des élections municipales de 2020 est de 19. Les dix-neuf conseillers municipaux sont élus au premier tour, le 15 mars 2020, avec un taux de participation de 49,41 %, se répartissant en : dix-sept sièges issus de la liste d'Alain Dumont et deux sièges issus de la liste d'André Louis.
Un siège est attribué à la commune au sein du conseil communautaire de la communauté d'agglomération Vichy Communauté.

#### Chronologie des maires
| Période                                  | Période                      | Identité                          | Étiquette | Qualité                                                                               |
| ---------------------------------------- | ---------------------------- | --------------------------------- | --------- | ------------------------------------------------------------------------------------- |
| Les données manquantes sont à compléter. |                              |                                   |           |                                                                                       |
| 21 février 1790                          | 23 décembre 1792             | Claude Francois Cornil            |           |                                                                                       |
| 23 décembre 1792                         | 16 mars 1797                 | Jean François Béraud              |           |                                                                                       |
| 16 mars 1797                             | 1er septembre 1803           | François Béraud                   |           |                                                                                       |
| 1er septembre 1803                       | 23 mars 1806                 | Gaspard Saint-Quentin de Maltière |           |                                                                                       |
| 23 mars 1806                             | 1er octobre 1806             | Antoine Barghon-Cornil            |           |                                                                                       |
| 1er octobre 1806                         | 10 août 1819                 | Guillaume Larmeroux               |           |                                                                                       |
| 10 août 1819                             | 25 décembre 1824             | Joseph Jacques Bonnet             |           |                                                                                       |
| 25 décembre 1824                         | 20 janvier 1826              | Pierre Girard                     |           |                                                                                       |
| 20 janvier 1826                          | 15 mai 1830                  | Jean Francois Maurel              |           |                                                                                       |
| 15 mai 1830                              | 15 octobre 1836              | Yves Louis Charles                |           |                                                                                       |
| 15 octobre 1836                          | 4 avril 1848                 | Pierre Vallet                     |           |                                                                                       |
| 4 avril 1848                             | 20 septembre 1848            | Joseph Frémont                    |           |                                                                                       |
| 20 septembre 1848                        | 3 octobre 1869               | Jean-Baptiste Robin               |           |                                                                                       |
| 3 octobre 1869                           | 27 novembre 1872             | Jean-Baptiste Frédéric Pouillien  |           |                                                                                       |
| 27 novembre 1872                         | 20 mai 1888                  | Gabriel Émile Sugier              |           |                                                                                       |
| 20 mai 1888                              | 25 octobre 1891              | Eugène-Hugues Givois              |           |                                                                                       |
| 25 octobre 1891                          | 15 mai 1892                  | Jean-Baptiste Frédéric Pouillien  |           |                                                                                       |
| 15 mai 1892                              | 17 mai 1896                  | Gilbert Frémont                   |           |                                                                                       |
| 17 mai 1896                              | 10 juin 1900                 | Guillaume Griffet                 |           |                                                                                       |
| 10 juin 1900                             | 17 mai 1908                  | Pierre Poput                      |           |                                                                                       |
| 17 mai 1908                              | 10 décembre 1919             | Claude Pétillat                   |           |                                                                                       |
| 10 décembre 1919                         | 30 janvier 1921              | Étienne Pinet                     |           |                                                                                       |
| 30 janvier 1921                          | 7 juin 1936                  | Pierre Guillomy                   |           |                                                                                       |
| 7 juin 1936                              | 15 mars 1959                 | Gilbert Pétot                     |           |                                                                                       |
| 15 mars 1959                             | 14 mars 1971                 | André Mondière                    |           |                                                                                       |
| 14 mars 1971                             | ?                            | Félix Meyronneinc                 |           |                                                                                       |
| avant 1981                               | ?                            | Jean Melin                        | PCF       |                                                                                       |
| 1989                                     | 2001                         | François Huguet                   | DVD       |                                                                                       |
| 2001                                     | 2014                         | Jean-Claude Martinet              | DVD       | Vice-président de la communauté d'agglomération chargé de l'hygiène et de la sécurité |
| 2014                                     | En cours (au 8 juillet 2020) | Alain Dumont                      | DVD       | Vice-président de la communauté d'agglomération chargé de l'enfance et de la jeunesse |

### Autres élections
À l'élection présidentielle de 2012, Nicolas Sarkozy a recueilli le plus de voix dans la commune (52,66 %) malgré la victoire de François Hollande. Près d'un électeur sur six s'est absenté (taux de participation de 83,26 %, soit 1 084 votants sur 1 302 inscrits).
Aux élections législatives de 2012, le député sortant Gérard Charasse a été élu au second tour avec, dans la commune, 54,34 % des voix. 60,32 % des électeurs ont voté.
Les élections municipales de 2014 ont opposé trois candidats : Alain Dumont (liste DVD), André Kuti (liste DVD) et Dominique Desnoyer (liste DVG). Le premier a été élu au premier tour avec 56,54 % des voix et acquiert quinze sièges au conseil municipal dont deux au conseil communautaire. Les deux autres candidats, battus, n'acquièrent respectivement qu'un et trois sièges au conseil municipal. La participation à cette élection était de 72,42 %. Alain Dumont est élu maire après avoir été adjoint pendant treize années.
Dans la commune, à l'occasion des élections européennes tenues le 25 mai 2014, la liste FN est arrivée en tête avec 34,82 % des voix, suivie par la liste UMP avec 23,16 %. Moins d'un électeur sur deux (48,66 %) avait voté.
Aux élections départementales de 2015, le binôme composé d'Élisabeth Albert-Cuisset et de Gabriel Maquin, élu dans le nouveau canton de Vichy-1, a recueilli 65,51 % des suffrages exprimés au second tour (soit 435 voix sur 664 exprimés). Le taux de participation s'élève à 54,42 %, soit 726 votants sur 1 334 inscrits.

### Instances judiciaires
Saint-Rémy-en-Rollat dépend de la cour administrative d'appel de Lyon, de la cour d'appel de Riom, du tribunal administratif de Clermont-Ferrand, du tribunal de proximité de Vichy et des tribunaux judiciaire et de commerce de Cusset.

### Jumelages
Au 26 janvier 2016, Saint-Rémy-en-Rollat est jumelée avec Valgreghentino (Italie) depuis 1996. Ce jumelage est une coopération décentralisée dans la thématique de la culture et du patrimoine.

## Équipements et services publics

### Eau et déchets
La collecte des déchets est assurée par le SICTOM Sud Allier. La déchèterie la plus proche est située à Charmeil.

### Enseignement
Saint-Rémy-en-Rollat dépend de l'académie de Clermont-Ferrand. Elle gère une école maternelle et une école élémentaire (Saint-Exupéry) publiques.
Les élèves poursuivent leur scolarité au collège Jules-Ferry de Vichy, conformément à la carte scolaire en vigueur dans le département, puis au lycée Albert-Londres de Cusset.

## Population et société

### Démographie

#### Évolution démographique
L'évolution du nombre d'habitants est connue à travers les recensements de la population effectués dans la commune depuis 1793. Pour les communes de moins de 10 000 habitants, une enquête de recensement portant sur toute la population est réalisée tous les cinq ans, les populations de référence des années intermédiaires étant quant à elles estimées par interpolation ou extrapolation. Pour la commune, le premier recensement exhaustif entrant dans le cadre du nouveau dispositif a été réalisé en 2005.

En 2022, la commune comptait 1 769 habitants, en évolution de +4,37 % par rapport à 2016 (Allier : −1,38 %, France hors Mayotte : +2,11 %).
| 1793 | 1800 | 1806 | 1821  | 1831 | 1836  | 1841 | 1846  | 1851  |
| ---- | ---- | ---- | ----- | ---- | ----- | ---- | ----- | ----- |
| 844  | 300  | 745  | 1 108 | 931  | 1 023 | 970  | 1 061 | 1 047 |

| 1856  | 1861  | 1866  | 1872  | 1876  | 1881  | 1886  | 1891  | 1896  |
| ----- | ----- | ----- | ----- | ----- | ----- | ----- | ----- | ----- |
| 1 120 | 1 110 | 1 080 | 1 103 | 1 118 | 1 119 | 1 127 | 1 135 | 1 168 |

| 1901  | 1906  | 1911  | 1921 | 1926 | 1931  | 1936 | 1946 | 1954 |
| ----- | ----- | ----- | ---- | ---- | ----- | ---- | ---- | ---- |
| 1 120 | 1 050 | 1 028 | 910  | 965  | 1 003 | 946  | 920  | 943  |

| 1962 | 1968 | 1975  | 1982  | 1990  | 1999  | 2005  | 2006  | 2010  |
| ---- | ---- | ----- | ----- | ----- | ----- | ----- | ----- | ----- |
| 930  | 985  | 1 078 | 1 265 | 1 407 | 1 455 | 1 543 | 1 550 | 1 619 |

| 2015  | 2020  | 2022  | - | - | - | - | - | - |
| ----- | ----- | ----- | - | - | - | - | - | - |
| 1 691 | 1 758 | 1 769 | - | - | - | - | - | - |

La commune a connu « une importante dynamique démographique » à la fin du XXe siècle après une baisse entre 1900 et 1960. Cette augmentation de la population s'explique surtout par un solde migratoire positif entre 1968 et 1999, puis par le solde naturel positif après 1999.

#### Pyramide des âges
En 2021, le taux de personnes d'un âge inférieur à 30 ans s'élève à 30,4 %, soit au-dessus de la moyenne départementale (29,0 %). À l'inverse, le taux de personnes d'âge supérieur à 60 ans est de 29,3 % la même année, alors qu'il est de 35,6 % au niveau départemental.
En 2021, la commune comptait 867 hommes pour 900 femmes, soit un taux de 50,93 % de femmes, légèrement inférieur au taux départemental (52,03 %).
Les pyramides des âges de la commune et du département s'établissent comme suit :
| Hommes | Classe d’âge | Femmes |
| ------ | ------------ | ------ |
| 0,5    | 90 ou +      | 0,8    |
| 8,3    | 75-89 ans    | 8,1    |
| 19,6   | 60-74 ans    | 21,4   |
| 22,0   | 45-59 ans    | 21,6   |
| 18,0   | 30-44 ans    | 18,8   |
| 13,4   | 15-29 ans    | 12,5   |
| 18,3   | 0-14 ans     | 16,8   |

| Hommes | Classe d’âge | Femmes |
| ------ | ------------ | ------ |
| 1,2    | 90 ou +      | 3      |
| 10     | 75-89 ans    | 13,4   |
| 21,3   | 60-74 ans    | 22     |
| 20,6   | 45-59 ans    | 19,6   |
| 15,7   | 30-44 ans    | 15     |
| 15,6   | 15-29 ans    | 12,9   |
| 15,7   | 0-14 ans     | 14     |

### Sport

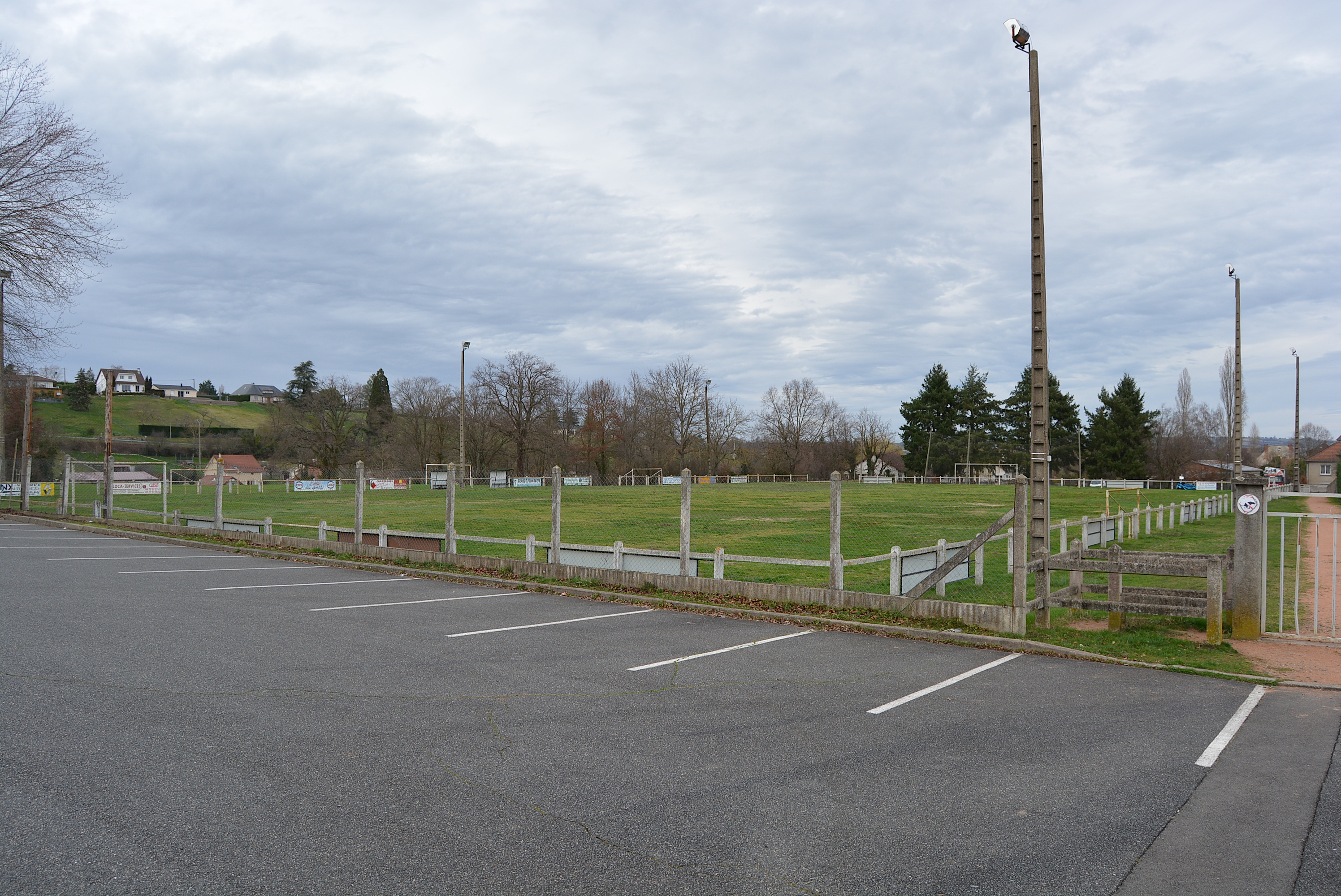
Terrain de football.

Le village possède un terrain de football. Il y a un club de football, de pétanque et de gymnastique.

## Économie
Autour du carrefour des départementales 6 et 67, deux zones d'activités, gérées par la communauté d'agglomération Vichy Communauté, sont implantées : au nord, la zone d'activités du Davayat, à vocation industrielle et artisanale (18 hectares aménageables) ; et au sud, la zone d'activités des Bâts, à vocation artisanale (20 hectares aménageables).
En bordure de la route départementale 6, La Cristallière est une entreprise familiale « spécialisée dans la vente de minéraux, de fossiles et de bijoux à l'état brut ou transformés », installée depuis 1964,. Au nord de ce site, le conseil départemental de l'Allier a construit un centre technique routier, regroupant l'unité technique spécialisée de Cusset et les centres techniques d'exploitation routière de Cusset et Bellerive-sur-Allier.

### Revenus de la population et fiscalité
En 2011, le revenu fiscal médian par ménage s'élevait à 33 427 €, ce qui plaçait Saint-Rémy-en-Rollat au 10 090e rang des communes de plus de 49 ménages en métropole.

### Emploi
En 2015, la population âgée de quinze à soixante-quatre ans s'élevait à 1 045 personnes, parmi lesquelles on comptait 75,6 % d'actifs dont 68,6 % ayant un emploi et 7 % de chômeurs.
On comptait 417 emplois dans la zone d'emploi. Le nombre d'actifs ayant un emploi résidant dans la zone étant de 724, l'indicateur de concentration d'emploi s'élève à 57,6 %, ce qui signifie que la commune offre moins d'un emploi par habitant actif.
622 des 724 personnes âgées de quinze ans ou plus (soit 85,9 %) sont des salariés. 13,4 % des actifs travaillent dans la commune de résidence.

### Entreprises et commerces
Au 31 décembre 2015, Saint-Rémy-en-Rollat comptait 86 entreprises : 5 dans l'industrie, 21 dans la construction, 22 dans le commerce, le transport, l'hébergement et la restauration, 21 dans les services aux entreprises et 17 dans les services aux particuliers.
En outre, elle comptait 86 établissements.
Trois entreprises sont installées dans la zone d'activités du Davayat.
Plusieurs commerces sont implantés sur la commune : une boulangerie-pâtisserie, un salon de coiffure, un commerce d'alimentation générale, un tabac-presse et un magasin de produits régionaux.
Aucun hôtel, camping ou autre hébergement collectif n'existait dans la commune au 1er janvier 2018.

## Culture et patrimoine

### Lieux et monuments

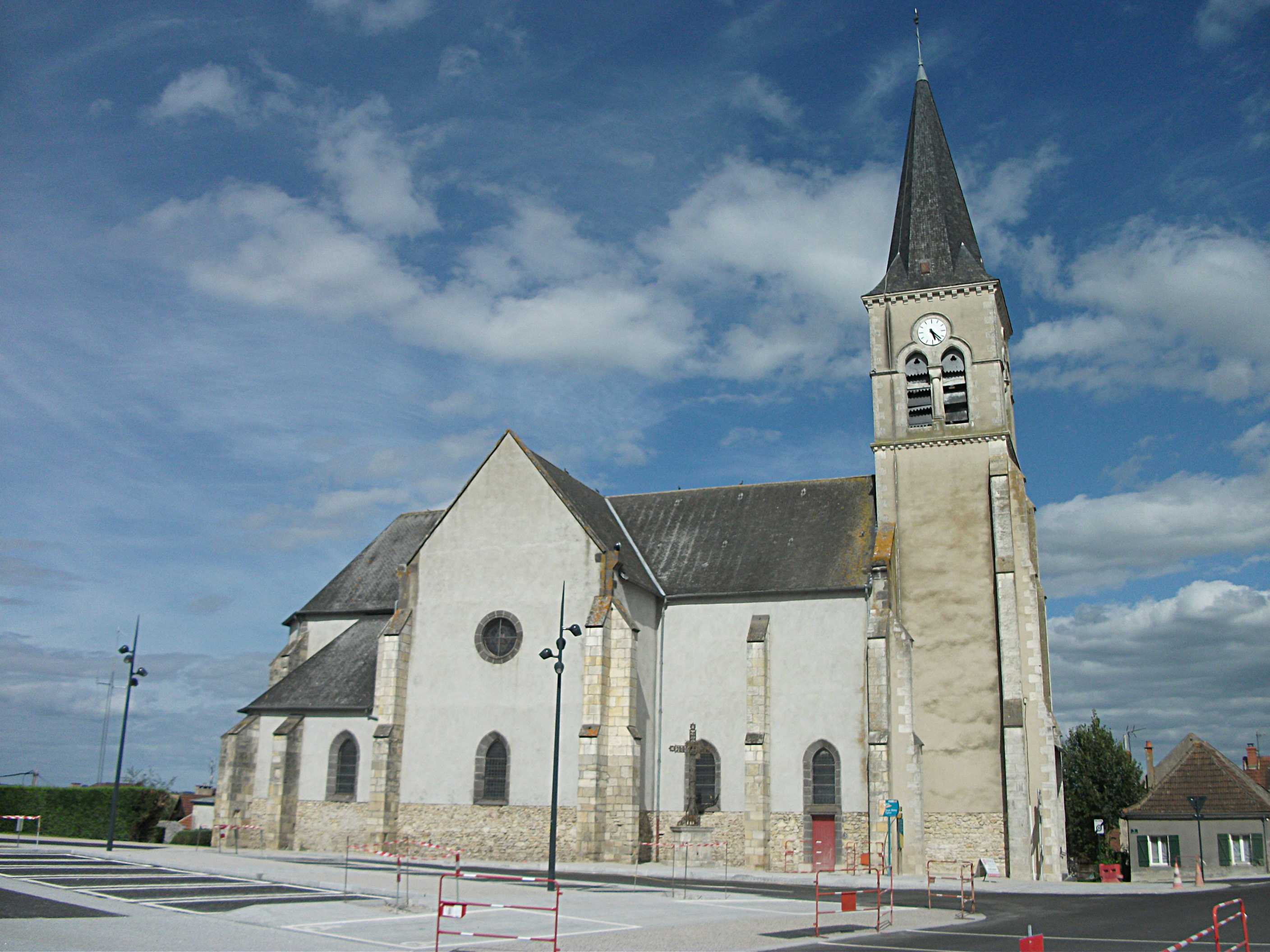
Église Saint-Rémy.

- Motte castrale d'un château fort disparu, datant probablement du Xe siècle[56].
- Tour de Rollat. Cette tour carrée massive, située dans un village un peu à l'écart du bourg, est le donjon et le principal vestige de l'ancien château (XIVe siècle) de la maison de Rollat. Dès le XVIe siècle, le château n'est plus habité par la famille, mais par des fermiers ou régisseurs. Les parements de brique rouge donnent à cette tour une apparence caractéristique et rare dans la région ; des corbeaux de pierre, près du couronnement, témoignent de l'existence ancienne de hourds. À proximité, on peut voir l'ancienne chapelle, transformée ensuite en bâtiment agricole[57].
- Château du Chambon. XIVe et XVIIe siècles. Inscrit monument historique le 29 juillet 1977[58],[59].
- Église paroissiale Saint-Rémy (ou Saint-Remi), XIXe siècle[60].
- Monument aux morts, place de l'Église : travaux décidés le 20 décembre 1919, sous l'impulsion d'Étienne Pinet, maire. Il a été conçu par G. Carrier, architecte à Vichy, et réalisé par la maison Comoli Frères, entrepreneurs au Mayet-de-Montagne. Ce monument a été transféré à sa place actuelle en 1971[61],[62].

### Personnalités liées à la commune
- André Mercier (1680-1763), ébéniste, sculpteur sur bois et doreur, mort à Saint-Rémy-en-Rollat.
- Roger Kespy (1908-1944), résistant vichyssois, exécuté dans la forêt de Marcenat.

### Héraldique
| Blason de Saint-Rémy-en-Rollat | Blason  | Écartelé au 1er de gueules à la colombe fondante tenant en son bec la saint ampoule reçue par une main dextre parée, le tout d'argent, au 2e d'azur à l'ancre d'argent avec sa gumène du même, au 3e de sinople au rameau de chêne d'or posé en fasce la queue à dextre, auquel est appendu un cor du même, au 4e fascé d'or et de sable. |
| Blason de Saint-Rémy-en-Rollat | Détails | Représentation du blason de la ville de Saint-Rémy-en-Rollat, créé en 1992 par M. Marini pour la municipalité. |